# Partynews
Partynews était un magazine mensuel suisse gratuit créé en 1993 qui s'intéresse à la culture clubbing (musique électronique et urbaine) et ses dérivés. Il est le magazine s'adressant aux jeunes le plus lu de Suisse (75 000 lecteurs). Aujourd'hui (2022) le site internet et le magazine n'existent plus.